# Pianki (stacja kolejowa)
Pianki – zlikwidowana stacja kolejowa w Piankach na linii kolejowej Giżycko – Orzysz, w powiecie piskim, w województwie warmińsko-mazurskim, w Polsce.